# Brovkî, Vasîlkivka
Brovkî (în ucraineană Бровки) este un sat în comuna Dobrovillea din raionul Vasîlkivka, regiunea Dnipropetrovsk, Ucraina.

## Demografie
Componența lingvistică a localității Brovkî
     Ucraineană (96,85%)
     Rusă (3,15%)
Conform recensământului din 2001, majoritatea populației localității Brovkî era vorbitoare de ucraineană (96,85%), existând în minoritate și vorbitori de rusă (3,15%).